# 麻績村

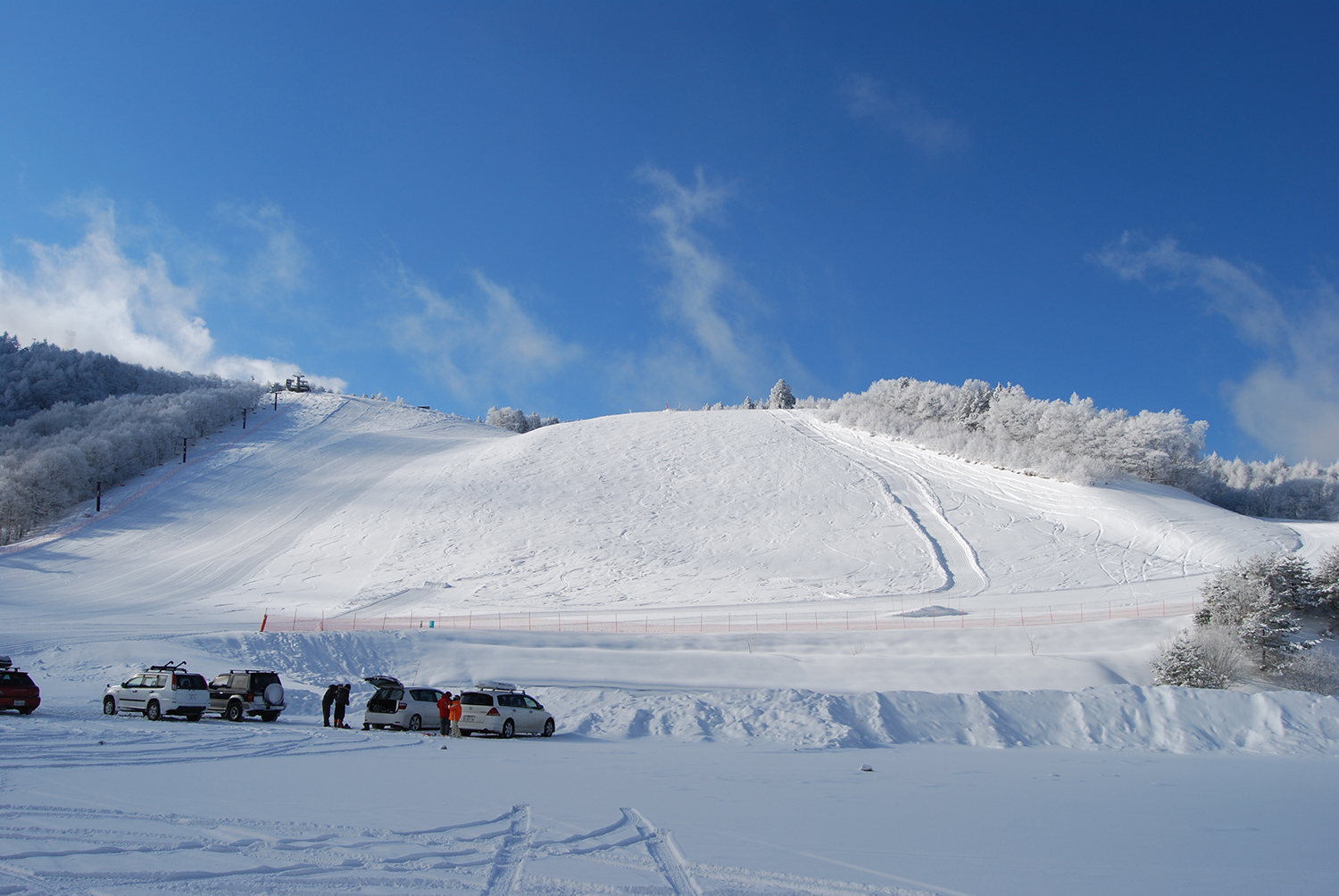
冬の聖山

冬の麻績村

麻績村（おみむら）は、長野県東筑摩郡の村。

## 地理
長野県のほぼ中央（中信）の筑摩山地の北寄りに位置する高原の村である。村は山岳地帯にあり、北端の聖高原、南端の四阿屋山、東端の一本松峠等はいずれも1,000 ｍを超す地点となっている。
江戸時代には松本藩預かりの天領で、北国脇往還の宿場町（麻績宿）であった。
村内には聖山（ひじりやま）があり、越後の高僧である聖がこの山を修行山としたことが名前の由来であり、その後もいくつかの寺院が建立された。

### 隣接する自治体
- 長野市
- 千曲市
- 東筑摩郡：筑北村・生坂村

## 歴史
- 1186年（文治2年）3月 - 吾妻鏡に「麻績御厨（大神宮御領）」との記載が見える。
- 1874年（明治8年）1月20日 - 筑摩県筑摩郡野口村・市野川村・下井堀村・矢倉村・麻績町村が合併して麻績村となる。
- 1876年（明治9年）8月21日 - 長野県の所属となる。
- 1878年（明治11年）1月4日 - 郡区町村編制法の施行により、東筑摩郡の所属となる。
- 1889年（明治22年）4月1日 - 町村制の施行により、麻績村が単独で自治体を形成。
- 1956年（昭和31年）9月30日 - 日向村と合併し、改めて麻績村が発足。
- 2002年（平成14年）6月6日 - 本城村・坂北村・坂井村と任意合併協議会を設置。
- 2003年（平成15年）10月24日 - 本城村・坂北村・坂井村と法定合併協議会を設置。
- 2004年（平成16年）9月12日 - 法定合併協議会から離脱し、自立を表明。

## 行政

### 所轄広域連合
- 松本広域連合

### 所轄警察署
- 安曇野警察署

### 所轄消防署
- 松本広域消防局麻績消防署

### 村政
村長
塚原勝幸 2022年1月16日就任、1期目

## 議会

### 村議会
- 議長:塚原義昭（2019年10月2日就任）
- 定数:8人（任期 2021年9月30日まで）

### 県議会
2021年長野県議会議員補欠選挙
- 選挙区：松本市・東筑摩郡選挙区
- 定数：2人
- 投票日：2021年10月31日
- 当日有権者数：214,076人
- 投票率：55.56％

| 候補者名   | 当落 | 年齢 | 所属党派 | 新旧別 | 得票数   |
| ---------- | ---- | ---- | -------- | ------ | -------- |
| 百瀬智之   | 当   | 38   | 無所属   | 元     | 33,608票 |
| 小林文     | 当   | 45   | 無所属   | 新     | 33,031票 |
| 青木崇     | 落   | 31   | 無所属   | 新     | 23,786票 |
| 下沢順一郎 | 落   | 62   | 無所属   | 元     | 22,973票 |

2019年長野県議会議員選挙
- 選挙区：松本市・東筑摩郡選挙区
- 定数：7人
- 投票日：2019年4月7日
- 当日有権者数：212,935人
- 投票率：43.93％

| 候補者名   | 当落 | 年齢 | 所属党派     | 新旧別 | 得票数   |
| ---------- | ---- | ---- | ------------ | ------ | -------- |
| 中川宏昌   | 当   | 48   | 公明党       | 現     | 14,121票 |
| 百瀬智之   | 当   | 36   | 無所属       | 現     | 12,647票 |
| 中川博司   | 当   | 60   | 無所属       | 元     | 12,341票 |
| 本郷一彦   | 当   | 72   | 自由民主党   | 現     | 11,957票 |
| 両角友成   | 当   | 66   | 日本共産党   | 現     | 11,630票 |
| 清沢英男   | 当   | 69   | 自由民主党   | 現     | 10,793票 |
| 萩原清     | 当   | 68   | 自由民主党   | 現     | 9,447票  |
| 下沢順一郎 | 落   | 59   | 国民民主党   | 現     | 7,337票  |
| 小金沢昭秀 | 落   | 62   | 日本維新の会 | 新     | 2,013票  |

### 衆議院
- 選挙区：長野2区（長野市の一部、松本市、大町市、安曇野市、東筑摩郡、北安曇郡、上水内郡）
- 任期：2024年10月27日 - 2028年10月26日
- 投票日：2024年10月27日
- 当日有権者数：376,072人
- 投票率：57.04％

| 当落 | 候補者名 | 年齢 | 所属党派     | 新旧別 | 得票数   | 重複 |
| ---- | -------- | ---- | ------------ | ------ | -------- | ---- |
| 当   | 下条みつ | 68   | 立憲民主党   | 前     | 98,664票 | ○    |
|      | 務台俊介 | 68   | 自由民主党   | 前     | 54,265票 | ○    |
|      | 手塚大輔 | 41   | 日本維新の会 | 新     | 50,961票 | ○    |

## 人口
| |                                        |  |
| 麻績村と全国の年齢別人口分布（2005年） | 麻績村の年齢・男女別人口分布（2005年） |  |
| ■紫色 ― 麻績村 ■緑色 ― 日本全国 | ■青色 ― 男性 ■赤色 ― 女性              |  |
| 麻績村（に相当する地域）の人口の推移 \| 1970年（昭和45年） \| 4,512人 \| \| \| 1975年（昭和50年） \| 4,159人 \| \| \| 1980年（昭和55年） \| 4,016人 \| \| \| 1985年（昭和60年） \| 3,805人 \| \| \| 1990年（平成2年） \| 3,622人 \| \| \| 1995年（平成7年） \| 3,499人 \| \| \| 2000年（平成12年） \| 3,347人 \| \| \| 2005年（平成17年） \| 3,204人 \| \| \| 2010年（平成22年） \| 2,970人 \| \| \| 2015年（平成27年） \| 2,788人 \| \| \| 2020年（令和2年） \| 2,593人 \| \| |                                        |  |
| 総務省統計局 国勢調査より |                                        |  |
| 1970年（昭和45年） | 4,512人                                |  |
| 1975年（昭和50年） | 4,159人                                |  |
| 1980年（昭和55年） | 4,016人                                |  |
| 1985年（昭和60年） | 3,805人                                |  |
| 1990年（平成2年） | 3,622人                                |  |
| 1995年（平成7年） | 3,499人                                |  |
| 2000年（平成12年） | 3,347人                                |  |
| 2005年（平成17年） | 3,204人                                |  |
| 2010年（平成22年） | 2,970人                                |  |
| 2015年（平成27年） | 2,788人                                |  |
| 2020年（令和2年） | 2,593人                                |  |

## 地域

### 教育

#### 小学校
- 麻績村立麻績小学校

#### 中学校
- 麻績村立筑北中学校

## 交通

聖高原駅

### 鉄道路線
- 東日本旅客鉄道（JR東日本）
  - 篠ノ井線：聖高原駅

### バス
- 麻績BS：高速バス長野大阪線
- 長野市営バス（旧大岡村営バス）：聖高原駅
- 筑北村営バス：坂井線
- 麻績村営バス：樺内線・滑沢線・聖高原線

### 道路
- E19長野自動車道
- (6) 麻績インターチェンジ

一般国道
- 国道403号

主要県道
- 長野県道12号丸子信州新線
- 長野県道55号大町麻績インター千曲線

## 名所・旧跡・観光スポット・祭事・催事

聖博物館

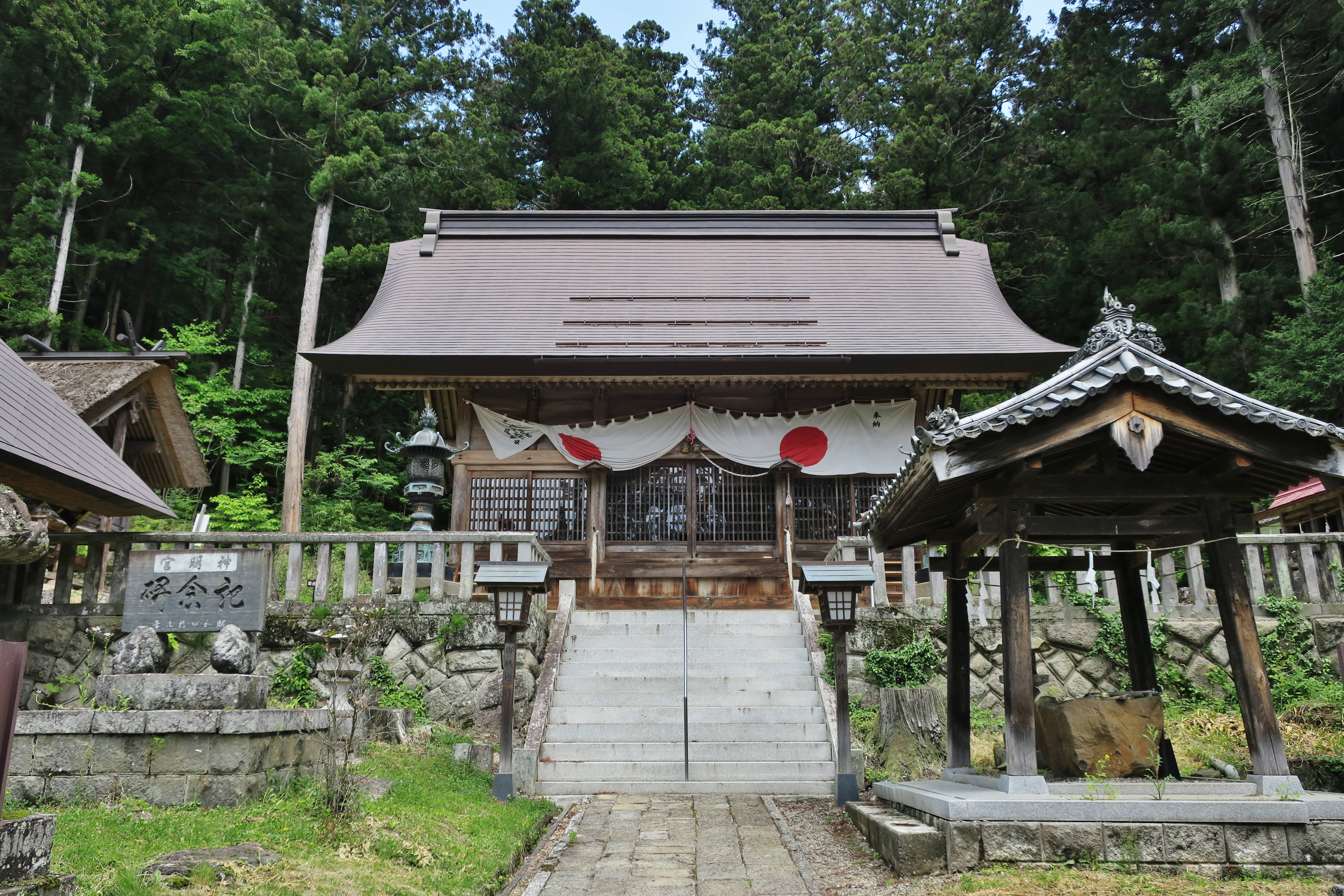
麻績神明宮

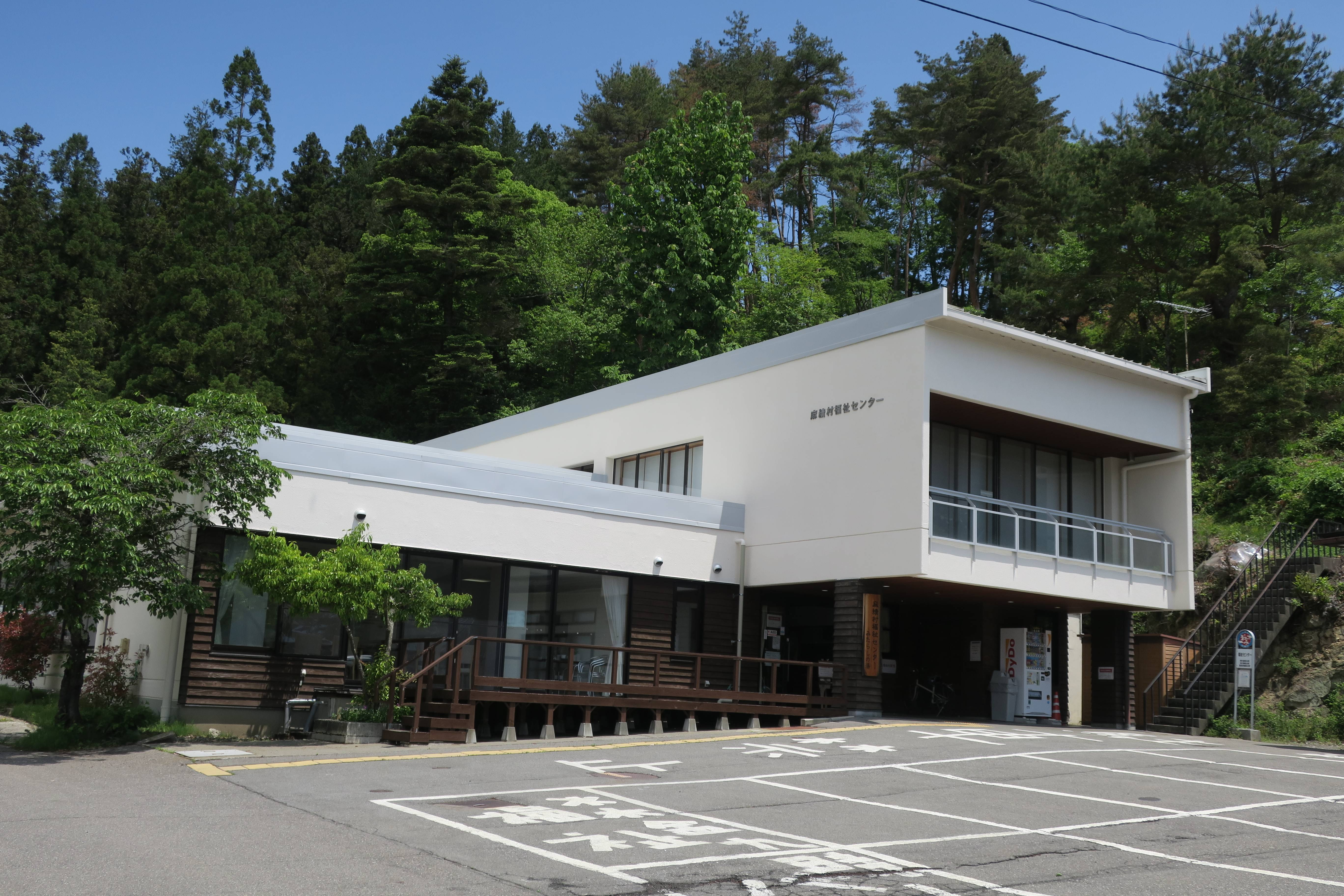
福祉センター みたらしの湯

- 麻績神明宮
- 福満寺（重要文化財）
- 法善寺
- 麻績城跡：県指定史跡。
- 聖高原
- 聖山
- 聖湖
- 聖高原スキー場
- 聖博物館
- かたくりの湖（北山ダム湖）

## 聖高原別荘地
1962年地方自治体としては例をみない地上権方式で別荘地の開発・分譲を始めた。村と賃貸借契約を締結して固定資産税の代わりに地代を納入する。閑静な高原を存続するため立木はなるべく伐採しないで別荘を建てることとした。聖山東方の聖高原の村有地300ha余りで、現在約1700区画（内別荘建築は約400件）ある。全域に道路、水道、電気、電話の引き込みがあり、別荘地の管理は株式会社聖高原管理センターが行っている。

## 合併からの離脱
平成の大合併が日本全国で進む中、麻績村も同郡内の「筑北地方」と呼ばれる本城村・坂北村・坂井村の近隣三村（現：筑北村）との対等合併の協議が進められていた。そして2002年には任意合併協議会が始まり、足掛け2年以上をかけた協議がほぼ終了し、後は調印するだけとなっていた。
ところが調印を翌月に控えた2005年9月12日に麻績村役場で記者会見が開かれ、麻績村長の依田政人（当時）により法定協議会からの離脱が表明された。この時の内容については麻績村公式サイト内の「村からのお知らせ」で公開されている。突然の合併離脱の発表に対し、三村だけでなく麻績村内でも大きな波紋が広がり、有志による質問状も出されている。（前述のサイト内で公開）
この決断の背景には、当時県内の市町村で三番目に低い公債費比率（8.6%）と健全な財政を維持していた麻績村と三村での財政格差による合併後の財政面での負担の可能性もさることながら、本城村が事前協議を経ないまま合併前の駆け込み事業を進めてしまったことが合併離脱の決定的要因とされている（読売新聞の記事）。また合併後の町名について、麻績村が望む「聖町」が住民アンケートで「筑北町」に僅かに及ばず、共に過半数に達していないことから二案による再アンケートを求めるも、三村の賛成多数で「筑北町」に決定したことも大きな影響を与えている。
尚、麻績村も含めて四村での合併が成立した場合には「町」として発足する予定だったが、最も人口の多い麻績村（約3千人）の離脱により、町制施行に関する人口要件（長野県の場合、八千人以上）を満たすことが出来なくなり、結局三村合併後（約六千人）も「村」のままとなってしまうことになった。

## 出身有名人
- 塚原嘉藤 - 弁護士
- 藤原鎌兄 - 明治期のジャーナリスト
- 宮尾盤 - 自治官僚、宮内庁次長
- 山崎斌 - 作家